# Kazuma Murata
Pour les articles homonymes, voir Murata.
Kazuma Murata (村田 和麻, Murata Kazuma) né le 28 novembre 1991 dans la préfecture de Toyama, est un joueur de hockey sur gazon japonais,. Il évolue au poste d'attaquant au Canberra Chill, en Australie et avec l'équipe nationale japonaise,.
Il a participé aux Jeux asiatiques en 2018 et aux Jeux olympiques d'été en 2020.

## Palmarès

### Jeux asiatiques
- : 2018

### Champions Trophy d'Asie
- : 2021